# Municipio de Richland (condado de Jackson)
El municipio de Richland (en inglés: Richland Township) es un municipio ubicado en el condado de Jackson en el estado estadounidense de Iowa. En el año 2010 tenía una población de 433 habitantes y una densidad poblacional de 4,68 personas por km².

## Geografía
El municipio de Richland se encuentra ubicado en las coordenadas 42°15′4″N 90°36′26″O / 42.25111, -90.60722. Según la Oficina del Censo de los Estados Unidos, el municipio tiene una superficie total de 92.57 km², de la cual 92,57 km² corresponden a tierra firme y (0 %) 0 km² es agua.

## Demografía
Según el censo de 2010, había 433 personas residiendo en el municipio de Richland. La densidad de población era de 4,68 hab./km². De los 433 habitantes, el municipio de Richland estaba compuesto por el 96,3 % blancos, el 1,62 % eran de otras razas y el 2,08 % eran de una mezcla de razas. Del total de la población el 1,62 % eran hispanos o latinos de cualquier raza.